# قلعة آكويان
تقع قلعة آكويان شرق قرية آكويان ولهذا سميت بأسمها وفضلًا عن وقوعها إلى الشرق من ناحية رواندز بحدود 18 کم على يمين الطريق الواصل بينها وبين رواندز الذي يمر بمضيق آكويان.
بنيت القلعة على قمة صخرية بأرتفاع 65م ويوجد إلى الأسفل من هذه القمة باتجاه الجنوب وعلى بعد 250 مترا بقايا جدار وكهف طبيعي يتقدمه جدار حجري.
وقد أرجع المكرياني تأريخ تشييد القلعة إلى مصطفى بك والد الأمير محمد الرواندزي (پاشای گه وره) سنة 1229هـ/ 1813م، وسميت بقلعة دمدم.
ووصف ( روس ) القلعة بقوله : ( دمدم قلعة صغيرة مشيدة فوق قمة صخرية شاهقة يبلغ ارتفاعها مائة قدم، وتشرف على قرية تتألف من مائة دار تنتشر بين غابة كثيفة من البساتين الحاوية لكل نوع من أنواع الأشجار المثمرة، وهي محل اقامة مصطفى بك).
والراجح أن الهدف من تشييد قلعة آکویان هو حماية مصطفى بك وأهله بعد موافقته على شروط ابنه وتسليمه حكم الامارة وذهابه إلى قرية آكويان وإستقر فيها إلى أن وافاه الأجل في 1238 هـ / 1822م، ودفن في مقبرة که رده که رد برواندز.